# Hashiru
Singles de Māya Sakamoto
Kiseki no Umi
(1998) Platinum
(1999)
Hashiru est le 5e single de Māya Sakamoto sorti sous le label Victor Entertainment le 21 novembre 1998 au Japon. Il arrive 87e à l'Oricon et reste classé une semaine pour un total de 2 300 exemplaires vendus durant cette période.
Les deux pistes se trouvent sur l'album Dive. Pilot se trouve aussi sur les compilations Single Collection+ Hotchpotch et Everywhere. Et Hashiru se trouve aussi sur la compilation "Chizu to Tegami to Koi no Uta" Yori - Haru.

## Liste des titres
Toute la musique et les arrangements ont été composées par Yōko Kanno.
| 1. | Hashiru (走る)                 | Yuho Iwasato  | 5:37 |
| 2. | Pilot (パイロット)             | Māya Sakamoto | 3:59 |
| 3. | Hashiru (VOCAL OFF)            | Yuho Iwasato  | 5:37 |
| 4. | Pilot (VOCAL OFF) (パイロット) | Māya Sakamoto | 3:56 |